# Белокриницкий монастырь
Белокриницкий монастырь — монастырь Древлеправославной Церкви Украины, исторический центр Белокриницкой иерархии. Расположен в селе Белая Криница Глыбокского района Черновицкой области.
В Белой Кринице действовало два монастыря: Покровский мужской и Успенский женский.

## История
В 1783 году император Иосиф II выдал патент, гарантировавший свободу вероисповедания старообрядцам и освободивший их от налогов на 20 лет. В 1785 году в буковом лесу Белой Криницы был открыт нелегальный древлеправославный (старообрядческий) скит, закрытый австрийскими властями в 1791 году. В дальнейшем монастырь существовал в самом селении. По крайней мере до 1803 года он действовал нелегально.
В 40-х годах XIX века из России в монастырь прибыли Павел (Великодворский), Алимпий (Милорадов) и Геронтий (Колпаков), начавшие деятельность по восстановлению трёхчинной иерархии у старообрядцев. 12 октября 1846 года в Покровском соборе монастыря произошло присоединение к древлеправославию бывшего православного митрополита Амвросия (Папагеоргопулоса). 7 января 1847 года им единолично был рукоположен во епископа священноинок Кирил (Тимофеев), что положило начало Белокриницкой иерархии. 6 декабря 1847 года, по настоянию российского правительства, австрийские власти вызвали митрополита в Вену, откуда он был отправлен в ссылку в Цилли. Монастырь был официально закрыт, но вскоре опять самовольно возобновил деятельность. Австрийское правительство признало совершившийся факт создания древлеправославной (старообрядческой) митрополии.
Первоначально Белокриницкий монастырь был единственным центром белокриницкого согласия, но вскоре главным центром белокриницких в России стало Рогожское кладбище. Белокриницкая митрополия сохранила «первенство чести», но осуществляла непосредственный контроль только над старообрядцами-липованами, проживавшими в Австро-Венгрии. В конце XIX века в Белой Кринице был основан женский монастырь. В 1900—1908 годах в монастыре был построен Успенский собор, ставший главным храмом женской обители.
Летом 1941 года Северная Буковина была присоединена к СССР. Белокриницкий митрополит Силуян (Кравцов), из-за преследования советской власти, переносит свою кафедру в Браилу, но продолжает именоваться митрополитом Белокриницким. Монастыри были закрыты, в зданиях митрополии и мужского монастыря была размещена погранзастава. В ходе боёв в июне 1941 года эти здания были почти полностью разрушены. После освобождения Белой Криницы руины монастыря использовали как источник стройматериалов.
В 1988 году Центральный музей древнерусской культуры и искусства имени Андрея Рублёва открыл свой филиал на территории бывшего монастыря, но после распада СССР финансирование прекратилось и в 1996 году местный музей был закрыт. В 1987—1996 годах священноинок Севастиан (Озерский) предпринимал попытки возродить монастыри.
В 1993 году был освящён восстановленный Успенский собор. Женский монастырь был снова открыт. По состоянию на 2011 год в нём проживало шесть монахинь.